# Chlumek
Chlumek település Csehországban, a Žďár nad Sázavou-i járásban. Chlumek Otín, Kamenice, Pavlínov és Měřín településekkel határos. Lakosainak száma 161 fő (2024. január 1.).

## Népesség
A település lakosságának változását az alábbi diagram mutatja:
| Lakosok száma | 300  | 326  | 363  | 265  | 251  | 180  | 164  | 164  | 167  | 161  |
|               | 1869 | 1890 | 1921 | 1950 | 1980 | 2001 | 2017 | 2019 | 2022 | 2024 |